# Antonio Beltramelli
Œuvres principales
- *Gli uomini rossi, 1904
- Il cavalier Mostardo, 1921
- Lo zar non è morto, 1929 (roman collective, avec le 'Gruppo dei Dieci')

Antonio Beltramelli est un écrivain italien, journaliste, poète, nouvelliste, romancier et dramaturge, né le 11 janvier 1879 à Forlì en Romagne, et mort à Rome le 15 mars 1930. Son œuvre a été récompensée de l'admission à l'Académie royale d'Italie en 1929.

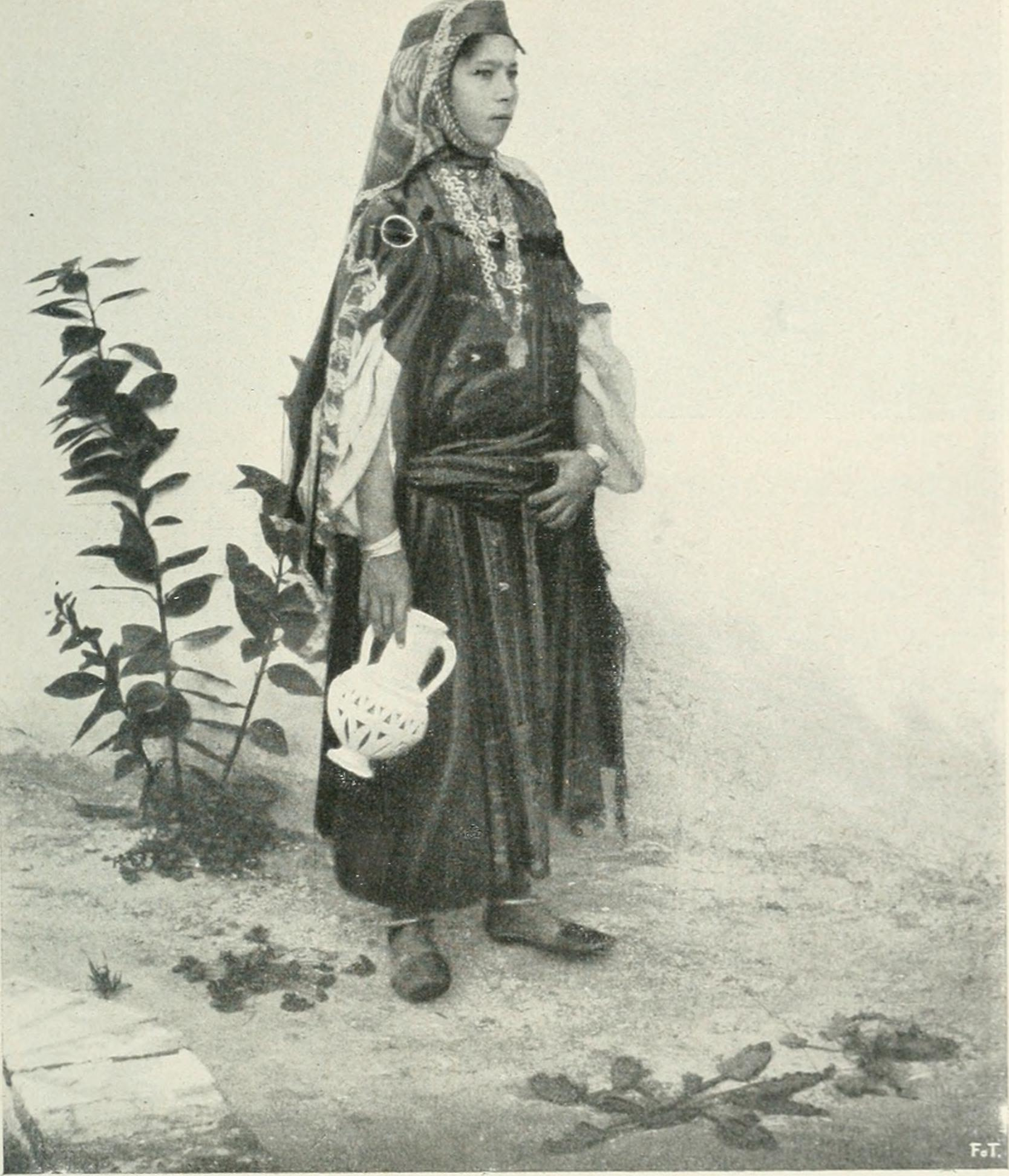
Il diario di un viandante (Dal Deserto al Mar Glaciale), 1911

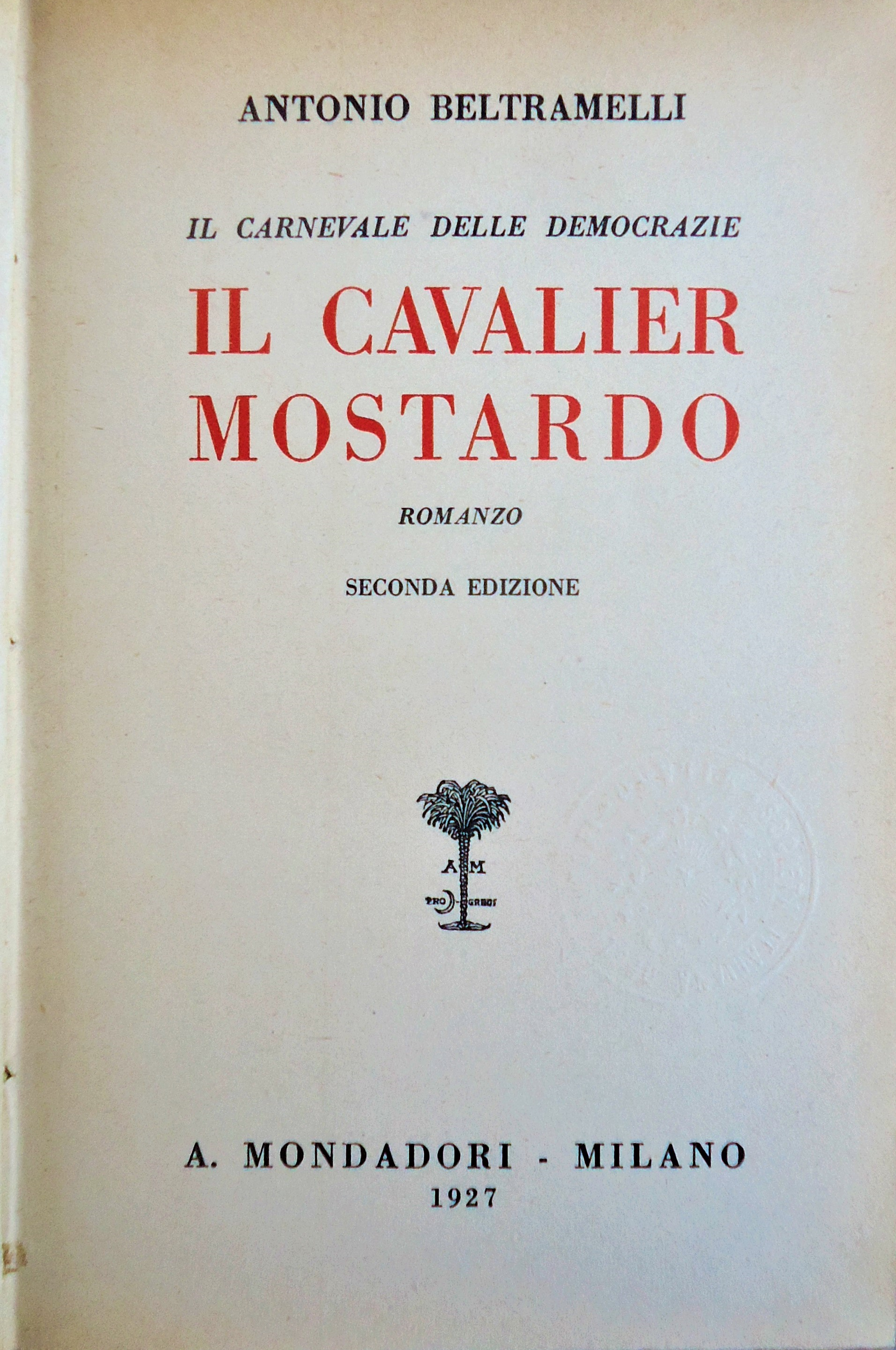
Antonio Beltramelli, Il Cavalier Mostardo, 1927, 2° éd.

## Biographie
Il a été journaliste à Rome et il a écrit pour le Corriere della Sera.
Il a publié à Forlì le journal Il romanzo dei piccoli, avec Francesco Nonni.
Il a publié à Milan le journal Giro Giro Tondo, avec Bruno Angoletta.

## Œuvres
- Anna Perenna (1904)
- Le novelle (1941)
- Gli Uomini Rossi (1904)
- L'ombra del mandorlo (1920)
- Il Cavalier Mostardo (1921)
- Le gaie farandole (1909)
- Le confidenze della piccola Supplizio (1923).
- Da Comacchio ad Argenta: le lagune e le bocche del Po (1905 e 1994)
- Il Gargano (1907 e 2006)
- Ravenna la taciturna (1907)
- Il diario di un viandante (1911).